# María (película de 1972)
María es una película mexicana protagonizada por Taryn Power, Fernando Allende y Alicia Caro, dirigida y producida por Tito Davison, y  basada en la novela María de Jorge Isaacs.

## Sinopsis
El protagonista es Efraín (interpretado por Fernando Allende), que viaja del Valle del Cauca a Bogotá, para emprender sus estudios, dejando allí a su familia y a María (interpretada por Taryn Power), quien comienza a despertar un amor intenso en él. Luego se van desarrollando acontecimientos y circunstancias de la vida que llevan a la pérdida irreparable de su amada y al dolor sin consuelo.
La voz de "María" es de la actriz mexicana María Antonieta de las Nieves, más conocida como "La Chilindrina" en el "Chavo del Ocho".

## Premios
| Año  | Premio       | Categoría        | Persona          | Resultado |
| ---- | ------------ | ---------------- | ---------------- | --------- |
| 1973 | Premio Ariel | Mejor Fotografía | Gabriel Figueroa | Ganador   |